# Deux Grandes Gueules
Pour plus de détails, voir Fiche technique et Distribution.
Deux Grandes Gueules (Il bestione) est un film franco-italien réalisé par Sergio Corbucci, sorti en 1974.
Le film suit Sandro Collauti (Michel Constantin), un chauffeur routier international qui fait équipe depuis de nombreuses années avec Matteo Zaghi (Enzo Fiermonte). Le jour de la visite médicale, Matteo est recalé et par conséquent doit arrêter d’exercer le métier. Sandro a pour nouveau compagnon de route Nino Patrovita (Giancarlo Giannini), un autre chauffeur rencontré le jour de la visite avec qui le courant n'est pas trop bien passé entre eux dû aux caractères opposés des deux hommes. Malgré cela, au fil du temps passé ensemble dans un camion, un lien d'amitié se tisse entre Sandro et Nino qui finiront par s'associer et devenir transporteurs indépendants. Mais leurs débuts en tant que patrons ne seront pas de tout repos.

## Synopsis
Road-Movie de deux chauffeurs routiers, totalement aux antipodes de caractère et d'origine, employés par la même entreprise de transport : le Lombard Sandro Colautti est taciturne et réservé, tandis que le Sicilien Nino Patrovita est bavard et audacieux. Les deux protagonistes se rencontrent pour la première fois, sans s'apprécier, à l'examen médical pour le renouvellement du permis poids-lourds. Cet examen où Matteo Sacchi, fidèle binôme de Colautti échoue, lui faisant perdre ainsi son emploi.
Colautti est donc contraint par sa société à amener Patrovita avec lui, situation acceptée à contrecœur. Ils débutent leurs collaborations par un voyage à Varsovie (sur un Fiat 682 T4 vert). À titre anecdotique, Colautti, quand il en a l'occasion, retrouve ses différentes amourettes à chaque étape où ils séjournent, laissant donc souvent seul son collègue. Peu à peu, un lien de respect mutuel et de confiance s’établit entre les deux. Patrovita ne cesse de le solliciter pour s’associer et ouvrir une société ensemble.
Bouleversé par le suicide de son ex-collègue Matteo, Colautti accepte l'idée de Nino d’ouvrir leur entreprise de transport ensemble, achetant un camion en commun (une Fiat 691 N avec remorque). Le premier départ pour l’Allemagne, sollicité par leur ex-patron n’est pas sans heurts avec les ex-collègues de l'entreprise, qui se sont mis en grève pour protester contre les conditions de travail. Dans la confrontation avec les salariés en grève, tentant de bloquer la sortie de leur camion de la porte de l'entreprise, Colautti reproche au délégué syndical son indifférence face à la tragédie du pauvre Sacchi.
Une fois arrivés en Allemagne, les deux amis recherchent un chargement à transporter en Italie pour tenter d'amortir le coût du voyage de retour. Deux personnages aux allures louches, qui s'avèrent plus tard être des criminels opérant en Allemagne, les approchent et leur proposent pour 3000 marks un "package" de 70 kilogrammes, qui est en fait une Camorriste recherché devant repasser la frontière italienne. Une passée la frontière, les deux comparses parviennent en jouant de  ruse et lors d’une échauffourée à se débarrasser de l'individu. Mais le chemin du retour est encore long et les gangsters sont bientôt sur la piste des deux protagonistes qui, en raison d'une panne de remorque, ont dû surcharger dangereusement le tracteur. Une fois qu'ils les ont rejoints, les mafieux coupant la route du camion les obligeant à descendre, les molestent lourdement. Laissés inertes au sol, les criminels relâchent les freins du camion pour le faire glisser au bord d'un précipice, non sans rouler sur la jambe de Colautti. Le camion se stabilise en équilibre au bord du précipice, retenu par Nino, accouru au dernier moment qui, allongé au sol, le freine en appuyant la pédale avec sa main. Tentant par de multiples moyens, en passant la marche arrière ou en accrochant l’essieu au rail de sécurité par un câble d’acier, de retenir le poids-lourd, les essais s’avèrent vains.
Finalement, ils seront sauvés par leur ancien collègue de l'entreprise appelé "Supershell", passant par cette route, qui accrochera un câble à son propre camion et le sortira de cette impasse fatidique.

## Fiche technique
- Titre original : Il bestione
- Titre français : Deux Grandes Gueules
- Réalisation : Sergio Corbucci
- Scénario : Sergio Donati et Luciano Vincenzoni
- Photographie : Giuseppe Rotunno
- Montage : Eugenio Alabiso
- Scénographie : Giantito Burchiellaro
- Costumes : Osanna Guardini
- Maquillages : Michele Trimarchi
- Musique : Guido De Angelis et Maurizio De Angelis
- Production : Carlo Ponti
- Maison de Production : Compagnia Cinematografica Champion
- Pays d'origine :  Italie
- Genre : drame,  policier, thriller
- Durée : 100 minutes
- Dates de sortie : 1974

## Distribution

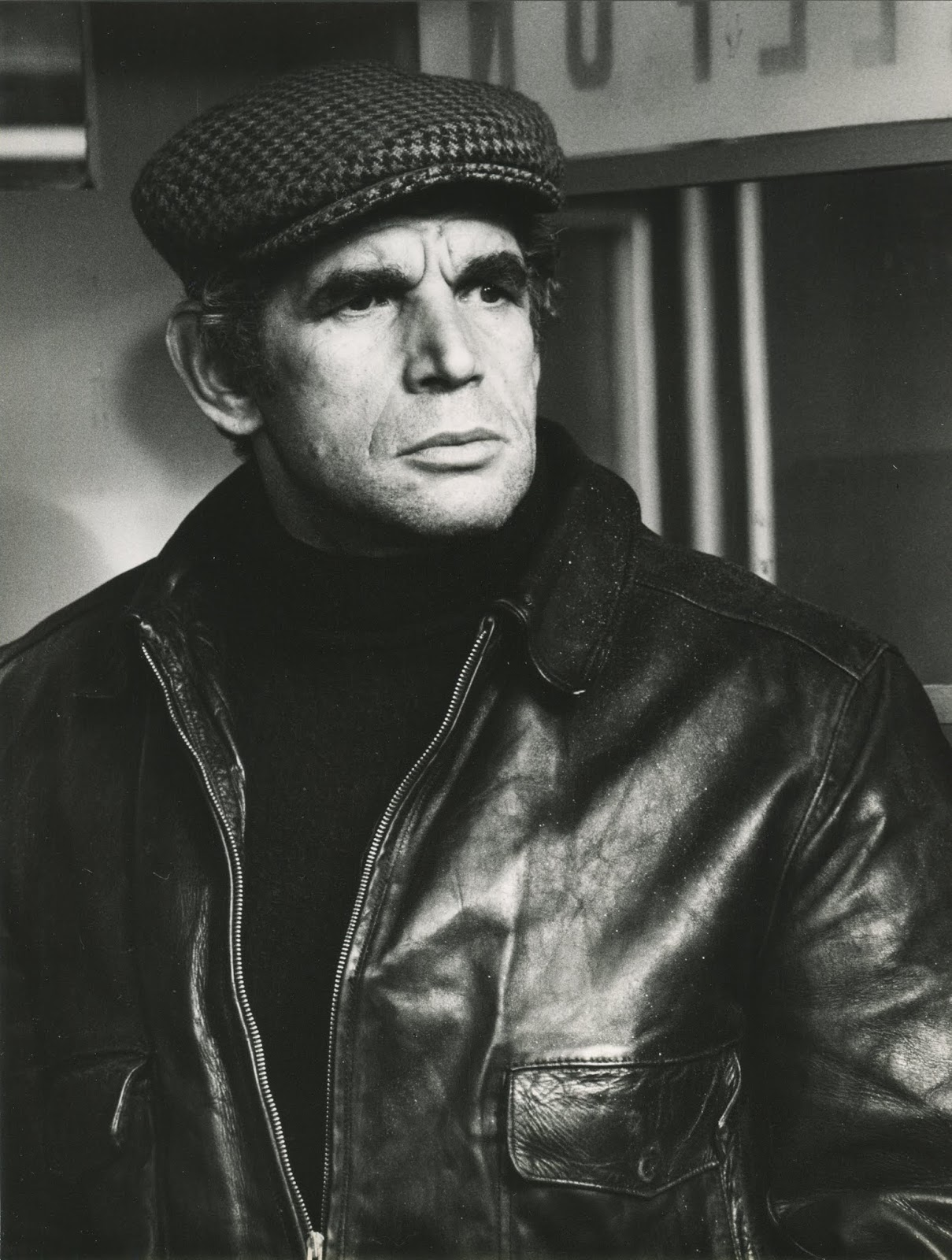
Michel Constantin, lors du tournage en Italie.

- Giancarlo Giannini : Nino Patrovita
- Michel Constantin : Sandro Colautti
- Giuseppe Maffioli : Super Shell
- Giuliana Calandra : Amalia
- Dalila Di Lazzaro : Magda
- Enzo Fiermonte : Matteo Sacchi
- Philippe Hersent : propriétaire de la compagnie CISA
- Franco Angrisano : Mafioso de Stuttgart.
- Carlo Gaddi : le Cammoriste "Colis de 70 kg"
- Anna Mazzamauro : Helena, l'amie d'Amalia
- Gabriella Giorgelli : Zoe
- Imma Piro : fille de Colautti
- Jole Fierro : ex-femme de Collauti

## Doublages Italiens
- Renato Mori : pour Michel Constantin
- Sergio Fiorentini : Pour Philippe Hersant (propriétaire de la compagnie CISA)
- Arturo Dominici : Pour Franco Angrisano (mafieux de Stuttgart)

## Autour du film
La chanson « Una vita a metà » de S. Corbucci et De Natale (Dandylion, disques RCA) est chantée par Giancarlo Giannini.
La chanson « Dune Buggy » de S.Duncan Smith, M.Fondato, G.& M. De Angelis est issue du film « Attention, on va s'fâcher ! » avec Terence Hill et Bud Spencer.
La chanson « Eine ganze Nacht » chantée par Henner Hoier est issue du film « Maintenant, on l'appelle Plata » avec Terence Hill et Bud Spencer.